# Wesseling Vermins

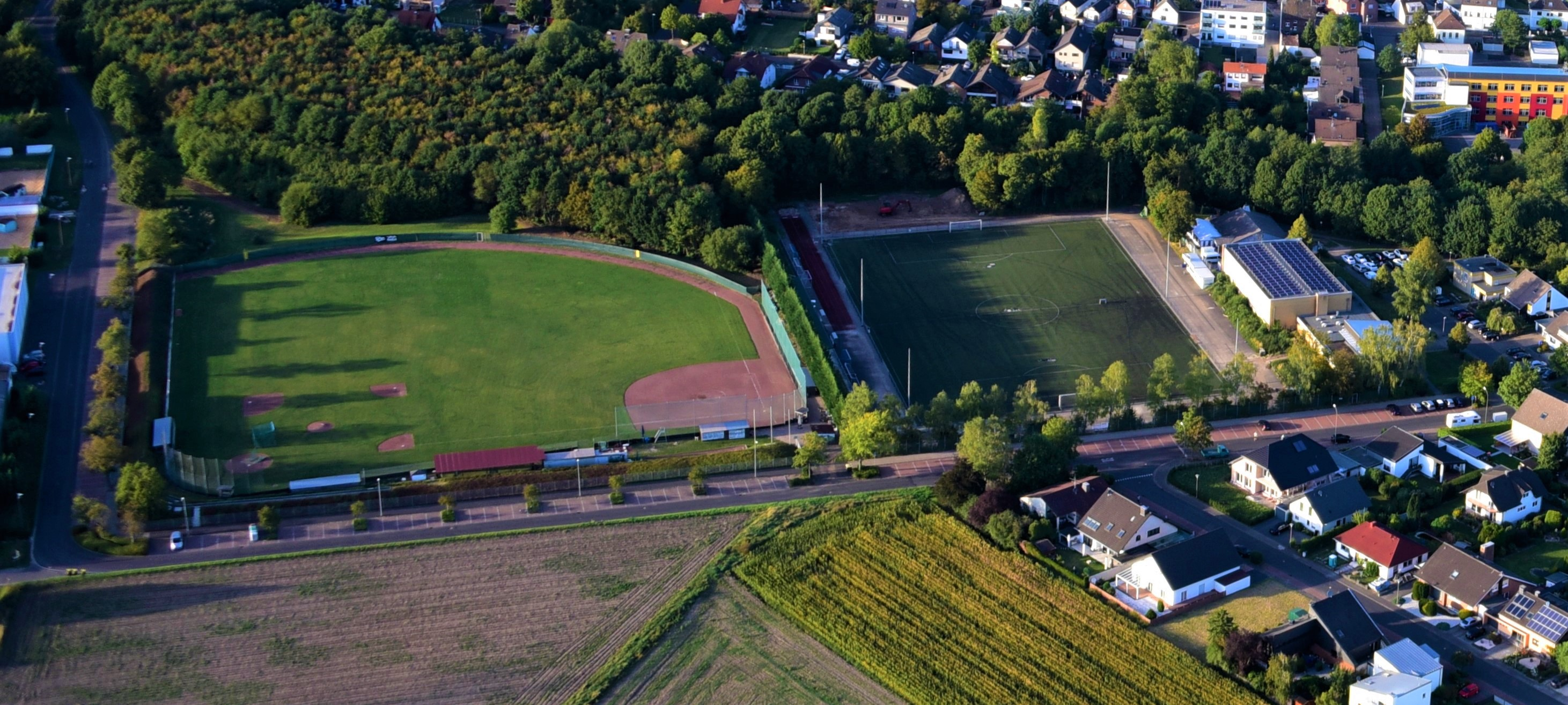
Sportanlage Berzdorf, mit modernem Base- und Softballfeld (2019)

Der Vermins Base- & Softballclub e. V. ist ein gemeinnütziger Sportverein aus Wesseling im Rheinland. Der Verein unterhält zwei Herren- und zwei Damenmannschaften sowie mehrere Junioren- und Schülermannschaften in den beiden Sportarten Baseball und Softball. Die Damen-Softball-Mannschaft der Vermins spielt seit 1999 ununterbrochen in der erstklassigen Softball-Bundesliga, die Softball-Juniorinnen konnten 2006 zudem die erstmals ausgespielte Deutsche Juniorinnen-Meisterschaft in Mannheim gewinnen.

## Geschichte
Die Idee, einen Baseballverein in Wesseling zu gründen, entstand 1989. Fünf vom Baseball faszinierte Freunde besorgten sich Baseballhandschuhe, Bälle und Schläger und begannen so, den Sport kennenzulernen. Die ersten Trainingseinheiten fanden auf einem öffentlichen Sportplatz am Wesselinger Entenfang statt und hatten mit dem echten Baseball noch nicht viel zu tun. Die Regeln und Techniken waren zum damaligen Zeitpunkt keinem der Gründer wirklich bekannt, erst durch Videos und die Einsicht in den Brockhaus erarbeitete man sich die ersten Grundlagen für ein zielgerichtetes Training. Nach und nach kamen immer mehr Anhänger des US-amerikanischen Nationalsports zu den frei organisierten Trainingseinheiten, so dass man recht schnell eine spielfähige Mannschaft zusammen hatte.
1990 entschloss man sich dann zur offiziellen Vereinsgründung. Der Name Vermins geht auf ein computerbegeistertes Mitglied aus dem Umfeld der Gründer zurück. Dieser nutzte für seine Aktivitäten das Pseudonym Vermin, was so viel heißt wie Ungeziefer.
Die ersten Erfolge konnten die Vermins bereits kurz nach ihrer Gründung feiern. Im Oktober 1991 schaffte es die Herren-Baseballmannschaft, die Saison als Tabellenerster der Landesliga zu beenden. Heute sind die Vermins sowohl im deutschen Base- und Softball, als auch in der Region eine anerkannte Größe mit über 120 Mitgliedern und sieben Mannschaften.
In der Baseball-Bundesliga-Saison 2019 spielt die erste Herren-Baseball-Mannschaft der Vermins erstmals in der erstklassigen Baseball-Bundesliga.
Die Heimspiel- und Trainingsstätte der Vermins befindet sich im Westen des Wesselinger Stadtteils Berzdorf.

## Teams Baseball
| 1. Herren | Baseball 1. Bundesliga Nord            |
| 2. Herren | Baseball Bezirksliga (BSV-NRW)         |
| Jugend    | Baseball Junioren Landesliga (BSV-NRW) |
| Schüler   | Schüler T-Ball Liga III (BSV-NRW)      |

## Teams Softball
| 1. Damen    | Softball-Bundesliga (Nord)      |
| 2. Damen    | Softball-Verbandsliga (BSV-NRW) |
| Juniorinnen | Verbandsliga (BSV-NRW)          |
| Fun-Team    | Ruhr Fun-Liga                   |

## Spieler in Auswahlmannschaften
Die Vermins stellen seit mehreren Jahren regelmäßig Spieler und Trainer diverser Auswahlmannschaften auf Landes- und Bundesebene.

### Deutsche Softball Nationalmannschaft
- Julia de Jong
- Claudia Volkmann
- Lisa-Marie Köllner
- Katharina Szalay
- Milena Böttger
- Alina vom Bruck
- Hannah Held

### Deutsche Softball Juniorinnen Nationalmannschaft
- Alisha Theissen

### Deutsche Softball Jugend Nationalmannschaft
- Alisha Theissen
- Katharina Held

### Österreichische Softball Nationalmannschaft
- Linda Potocnik

### Coaches
- Udo Dehmel (Cheftrainer der Juniorinnen und Seniorinnen Nationalmannschaft)
- Christina Lipp (Assistenztrainer der Juniorinnen und Seniorinnen Nationalmannschaft)